# アナロジカル・シンキング
アナロジカル・シンキング（analogical thinking）とは、戦略的意思決定の際にアナロジー（類推）を用いて考える方法である。これにより、何を実行し、また何を実行しないのかという、戦略の質を高めることが出来る。
アナロジー思考という呼び方もある。

## アナロジカル・シンキングの例
- 鉄鋼業界で新興のミニミルにビジネスを明け渡したUSスチールの教訓から、低価格帯で敗れないようセレロン・プロセッサーの販促を強化したインテル
- 中古車販売チェーンを展開カーマックスを展開した家電量販店サーキット・シティ
- 「スーパーマーケット」という業態から発想を得て「金融スーパーマーケット」メリルリンチに育てたチャールズ・メリル
- 同じく「スーパーマーケット」から「トイザらス」や「ステープルズ」を生み出したチャールズ・ラザラス

## アナロジカル・シンキングの罠
しかしアナロジーを用いることは表層的な類似点という危険に直面する。
- ガス・電力の仲介業であったエンロンがブロードバンド市場に手を出したが、事業が異なり結果的に失敗したこと

以下の弱点により表層的な類似性へさらに依存してしまうようになる。
1. アンカリング（anchoring；初めに提示された情報によって、その後の判断に偏りが生じること）
2. 確証バイアス（confirmation bias；ある事実を確かめようとするとき、反証をうまく出来ずに確認する証拠を探す傾向があること）

## 表層的なアナロジーから逃れる方法
アナロジーを有効活用出来る可能性を高めるには、次の4つの手順を踏めばよい。
1. アナロジーの認識と目的の特定
2. ソースの理解
3. 類似性の見極め
4. 翻案、判断、修正

## 関連事項
- Giovanni Gavetti, and Jan W. Rivkin, "How Strategists Really Think: Tapping the Power of Analogy", Harvard Business Review, April/2005